# Sam Ibiam
Sam Henshaw Ibiam (* 4. April 1925; † 2. Dezember 2015 in Unwana, Afikpo, Ebonyi) war ein nigerianischer Fußballtorwart und Fußballtrainer.
Der während seiner aktiven Zeit vor allem als The Cat und The Black Magnet bekannte Spieler, spielte zur Pionierzeit der Nigerianische Fußballnationalmannschaft, als Nigeria noch eine britische Kolonie war und zu Britisch-Westafrika gehörte. Er gilt weithin als der erste nigerianische Fußballtorwart, da er unter anderem auch am ersten offiziellen Spiel der Mannschaft gegen Sierra Leone im Oktober 1949 mitwirkte.
Nach dem Tod von Richard Etim Henshaw am 18. November 2009 soll er auch der letzte noch lebende Spieler dieser Pionierzeit um 1949/50 gewesen sein.

## Karriere

### Karrierebeginn und erster Nationaltorhüter Nigerias
Sam Ibiam wurde am 4. April 1925 geboren und begann nach dem Abschluss vom Hope Waddell Training Institution, einer secondary school, in der Hafenstadt Calabar seine Karriere als Vereinsspieler und absolvierte seine Anfangszeit unter anderem von 1945 bis 1947 bei Calabar XI und von 1947 bis 1949 bei Port Harcourt XI. Erste Durchbrüche hatte er mit dem Klub aus der Küstenstadt Port Harcourt, mit dem er von 1947 bis 1949 drei Mal in Folge bis ins Halbfinale bzw. Finale des 1945 neugegründeten Fußballpokal vorstieß und aufgrund dessen in die Nationalmannschaft seines Heimatlandes berufen wurde. In weiterer Folge wurde der Klub, ohne Ibiams Beteiligung, in den Folgejahren drei Mal Pokalsieger und war zudem im Jahr 1950 ein weiteres Mal sieglos im Finale. Zur Zeit seines Debüts in der nigerianischen Fußballnationalmannschaft war Ibiam noch Spieler von Port Harcourt XI. Als Nationalmannschaftsdebütant war er 1949 Teil eines 18-köpfigen Spieleraufgebotes, das als 1949 UK Tourists bekannt wurde und eine Tour durch das Vereinigte Königreich tätigte und dort gegen lokale Vereine in Erscheinung trat. Dabei legte er mit dem Aufgebot am 16. August 1949 mit der RMS Apapa in Nigeria ab und spielte in England unter anderem gegen die Amateurklubs Dulwich Hamlet, FC Bishop Auckland und South Liverpool. Ibiam wurde dabei bis auf das erste Spiel, in dem der Reservetorhüter Isaac Akioye im Tor stand, in allen weiteren Partien eingesetzt.

### Erfolgreicher Torhüter und erster nigerianischer Legionär
Nach seiner Rückkehr nach Nigeria kam Sam Ibiam nach Lagos, wo er sich dem dort ansässigen Railway FC anschloss, mit dem er in weiterer Folge bis 1952 zusammenarbeiten sollte. Erfolge mit dem Klub waren unter anderem ein Pokalsieg im damaligen Governor’s Cup 1951. Über Gewinne von nigerianischen Meisterschaften ist nichts bekannt, jedoch wurde der Railways FC in den 1940er und 1950er Jahren mehrmals Meister der damaligen Lagos League. Damals gab es keine landesweite Liga, sondern zumeist regionale Ligen der diversen nigerianischen Bundesstaaten. 1952 schloss er sich dem PAN Bank FC, einem weiteren Hauptstadtklub, an und wurde mit diesem nach einem 6:0-Kantersieg über Warri umgehend nigerianischer Pokalsieger. Nach einer kurzen Zwischenstation bei SCOA XI kehrte er 1954 ein weiteres Mal zu seinem Ex-Klub Railway FC zurück, wechselte daraufhin aber bald in die ghanaische Hauptstadt Accra, wo er bei den eben erst gegründeten Africa Great Olympics anheuerte. Beim Verein, der vor allem in den 1970ern einige Erfolge feiern konnte, hielt es ihn daraufhin bis 1958, ehe er von der damaligen Goldküste wieder in seine Heimat zurückkehrte und sich dem Redoutable Football Club Onitsha, auch Onitsha Redoutable, in der am Niger liegenden Stadt Onitsha anschloss.

### Karriereausklang und Tätigkeit als Fußballtrainer
In diesem Jahr beendete er auch seine seit 1949 andauernde Karriere als Nationalspieler, wobei es allgemein heißt, dass Ibiam im Laufe dieser Zeit insgesamt nur fünf Gegentreffer hinnehmen musste. Seine ersten Gegentreffer soll er dabei erst nach acht Jahren am 27. Oktober 1957 bei einem 3:3-Remis gegen Ghana erhalten haben; dies war zudem auch das erste Mal, dass Nigeria eine Niederlage gegen Ghana in Accra abwenden konnte. Bemerkenswert ist auch, dass im gegnerischen Tor Dodo Ankrah, Ibiams Ersatz bei den Africa Great Olympics, stand. Sein letztes Spiel für Nigeria absolvierte er am 25. Oktober 1958 bei einem 3:2-Sieg über Ghana, als er mit seinem Heimatland den vorletztmals ausgetragenen Jalco Cup gewann. Bei Onitsha Redoutable, knapp 200 Kilometer weiter nördlich von Port Harcourt, hielt es ihn bis 1960, ehe er seine aktive Karriere mittlerweile 35-jährig beendete und stattdessen ins Traineramt wechselte. So trainierte Ibiam, der aufgrund seiner Station bei Africa Great Olympics auch der erste nigerianische Legionär überhaupt war, unter anderem Anfang der 1960er das Team Aba XI aus dem Bundesstaat Abia. Von 1965 bis 1967 war er auch Cheftrainer des Fußballteams der Nigerian Broadcasting Corporation aus Ikorodu. Nachdem er aufgrund des Ausbruchs des nigerianischen Bürgerkrieges auch seine Tätigkeit als Trainer aufgab und den Osten des Landes verlassen musste, zog er sich ganz vom Fußballsport zurück.

### Letzte Jahre des vielfach unbeachteten Altstars
Im Jahre 1987 wurde ihm für seine einstigen Erfolge während der Amtsperiode des nigerianischen Sportministers Bayo Lawal vom Sportministerium die Auszeichnung First National Sports Award for Sports Heroes and Heroines of Yesteryear verliehen. Wie davor blieb er auch danach weitgehend unbeachtet. Dies war zudem auch die Memorabilia, die ihm aus seiner Zeit als Fußballspieler blieb. Vieles, unter anderem auch seine Ausrüstung von der Tour durch das Vereinigte Königreich verlor er beim Ausbruch des Bürgerkrieges in Onitsha, wo er zu diesem Zeitpunkt lebte. Ein Jahr zuvor wurde er vom Rivers State Commissioner for Sports zusammen mit anderen alten Spielern von Port Harcourt eben dorthin eingeladen, um bei der Eröffnung des neuen Stadions anwesend zu sein. Bei der Verleihung der National Sports Awards wurden Ibiam und den anderen Preisträgern von MKO Abiola, diversen Gouverneur der nigerianischen Bundesstaaten und anderen wichtigen Personen des öffentlichen Lebens Autos versprochen, damit sie unter anderem zu Fußballspielen kommen konnten; dies Versprechen wurde in weiterer Folge jedoch nie eingelöst.
Zuletzt lebte er alleine in einem Bungalow im Dorf Unwana nahe der Stadt Afikpo im Bundesstaat Ebonyi und litt in den letzten Jahren vor seinem Ableben an Nierenproblemen. 2009 erhielt Sam Ibiam, der kein wirkliches Interesse mehr an Fußball zeigte, vom nigerianischen Fußballverband eine Summe von 250.000 ₦, die er für seine gesundheitliche Versorgung nutzte. Vier Jahre vor seinem Tod nahm Ibiam 2011 auch an einer Prominentenausgabe der Fernsehshow Who Wants to Be a Millionaire? teil und gewann dabei, wie auch Willy Bazuaye, der ebenfalls im Jahre 2015 verstarb, diese Prominentenausgabe. Am 2. Dezember 2015 verstarb Ibiam 90-jährig an den Folgen seiner Nierenerkrankung.